# 附帶謀殺
《附帶謀殺》是由切爾西·曼寧和维基解密在2010年4月揭密的美軍阿帕契直升機在伊拉克战争中射杀平民的第一人称视角影音錄像，長39分鐘。
2007年7月12日，美國陸軍兩架阿帕契直升機空襲伊拉克巴格達居民區，路透社兩名戰地記者被殺。巴格達警察指控是「美國式隨機轟炸」，而美軍官方聲明指是「與叛亂分子駁火」。後來經美國陸軍情報分師員切爾西·曼寧揭密，維基解密在2010年4月5日公布直升機第一視角的槍擊鏡頭，帶錄音，美國國防部匿名官員確認影音皆屬真確，事實才水落石出。訖今2000萬人次觀看。在錄音裡直升機軍人捏造有人開槍（而對應畫面只見持槍者悠閒地站着，並沒有發動攻擊），又殷切期盼目標拾起武器以給他們藉口開槍，其後未經程序確認目標就請求攻擊，並在其中濫殺救傷的路人，救傷的路人遭槍斃後軍人大笑，如此等等都令美軍受嚴厲指責。

## 内容
影片記載了三段攻勢：
- 第一段攻击中，直升機飞行员聲稱报告發現一群伊拉克人其中二人持肩托式導彈（RPG）和AK-47步槍（人群中的路透社攝影記者纳米尔·努尔-埃尔迪恩（英语：Namir Noor-Eldeen）的遠攝鏡頭也被誤認為是肩托式導彈），直升機随即以30毫米口徑机炮扫射人群，当场击毙其中七人、重伤三人。
- 第二段攻击紧跟第一段，直升机在空中盘旋，看到第一轮扫射后重伤未死的路透社戰地採訪司機赛义德·切马格（英语：Saeed Chmagh）挣扎爬向牆邊，飞行员雀躍地期盼說「你現在要做的就是拾起武器」（All you gotta do is pick up a weapon），以給他們藉口再次开火。之後一輛面包车路过，车上司机和乘客下车试图將伤员抬救上車，飞行员卻汇报「（救人者）看似有可能會撿走遺體和武器」请求开火，得到上级口头批准后再度用机炮连续两次掃射在场人员。之后美军地面部队赶到，在車內發現救人者的一子一女受到重伤但送医后救活，採訪司機當天不治，其他人员无一生还[3]。
- 第三段攻击发生在别处，一名手持AK-47步槍的男人走入一棟破棄民宅，另有一名平民信步走過該民宅的入口，僅是如此的舉動，直升機卻随即发射数枚AGM-114地獄火飛彈轟炸民宅将整座楼摧毁。

## 揭密者切爾西·曼寧的法律後果
2010年4月5日影片曝光後，5月21日至25日美國陸軍第10山地師情報分析員切爾西·曼寧在網上與黑客阿德里安·拉莫聊天時自曝維基解密的視片是他揭發的美軍伊拉克軍事紀錄、美軍阿富汗軍事紀錄和26萬條外交電報（見维基解密泄露美国外交电报事件）的其中一條。曼寧與黑客的聊天紀錄後來由Wired雜誌公開。維基解密聲明，「鑑於我們從不收集揭密者的個人情報」，無法確認曼寧是否其揭密的來源。
2010年5月27日，22歲的曼寧在伊拉克被捕。曼寧被控22條罪名。2013年7月30日，最嚴重指控「通敵」被裁定無法入罪。但有關間諜罪、盜竊罪、電腦詐騙、違反軍紀的控罪則被裁定入罪。2013年8月21日，被判35年。經美國總統奧巴馬特赦，曼寧獲減刑，2017年5月17日出獄，共入獄約7年。曼寧揭密事件由2010年揭發至出獄都發生於奧巴馬任期之內。

## 新聞界反應
2010年4月8日《南德意志報》評論「只有一個詞語能描述當天發生了甚麼：謀殺」。「隨意間」（casual）就使用過當武力，「從鏡頭裡根本沒有遇害者是恐怖份子或者暴亂者的跡像」。「機師沒有受火力攻擊，地面上沒有隊友，大白天、視界良好———軍方對平民死亡常用的藉口都不管用；反之，我們見到的是動輒開槍（trigger-happy）的美國士兵，對着鏡頭說話、冷靜地射殺一幫人群。」《南德意志報》又引用《英國衛報》作者道格拉斯·哈德（Douglas Haddow）於4月7日的分析文章，指「阿帕奇直升機的機師的邏輯，無異於一個中庸的電子遊機玩家」，指戰爭遊戲與現實模糊了。（註：美國軍方其後指出地面上一百米開外有第16步兵團第2營B連在巡邏，有潛在受襲危險。）
事發當月（2007年7月），兩名記者被射殺的路透社循《信息自由法》向美國軍方索閱槍擊鏡頭遭拒，軍方那時聲稱直升機鏡頭損毀。一直拖至Wikileaks揭發事件路透社才知悉原委。路透社記者卢克·贝克（Luke Baker）撰文指責美軍犯下軍事罪行，惟路透社不予以刊行，期後路透社聲明指把相關報導匯整至其他新聞裡。

## 軍事評論
在現場拯救休旅車司機的小孩的美軍士兵伊森·麥科爾德（Ethan McCord）後來受訪時說，他認為第一次攻擊符合交戰規則，但槍擊前來救援的車輛則毫無必要，即使按規則伊拉克人不能抬起傷者，直升機也可以只鳴槍趕跑，而非全面攻擊。

## 影片名稱
影片題為《附帶謀殺》，是仿效軍事委婉語附帶損害（collateral damage）的新造詞。

## 來源
1. 1 2  . The News Lens. 2017-07-13  [2019-11-23]. （原始内容存档于2017-07-13）.
2. 1 2 3  . DW. 2010-04-08.
3. 1 2 3 4 5  McGreal, Chris. . The Guardian. 2010-04-05  [2019-11-23]. （原始内容存档于2011-06-26）.
4. ↑  . BBC News. 2010-06-07  [2010-06-07]. （原始内容存档于2010-06-07）.
5. ↑  Hansen, Evan. . Wired. 2011-07-13  [2012-03-21]. （原始内容存档于2012-03-21）.
6. ↑  Sheridan, Michael. . New York Daily News. 2010-06-07  [2010-06-07].[]
7. ↑  Dishneau, David. . MSN.com. Associated Press.   [2013-08-21]. （原始内容存档于2013-08-23）.
8. ↑  
. CBC News. 2017-01-17  [2017-01-17]. （原始内容存档于2017-01-17）. Manning is more than six years into a 35-year sentence for leaking classified government and military documents to the website WikiLeaks. Her sentence is now set to expire May 17.
9. ↑  Sabrina Siddiqui; Ed Pilkington. . The Guardian. 2017-01-18  [2017-01-18]. （原始内容存档于2017-01-18）.
10. ↑  
. Reuters. 2007-07-16  [2019-11-23]. （原始内容存档于2018-12-02）.
11. ↑  . Gawker. 2010-04-08  [2010-04-10]. （原始内容存档于2010-04-11）.

## 相關網站

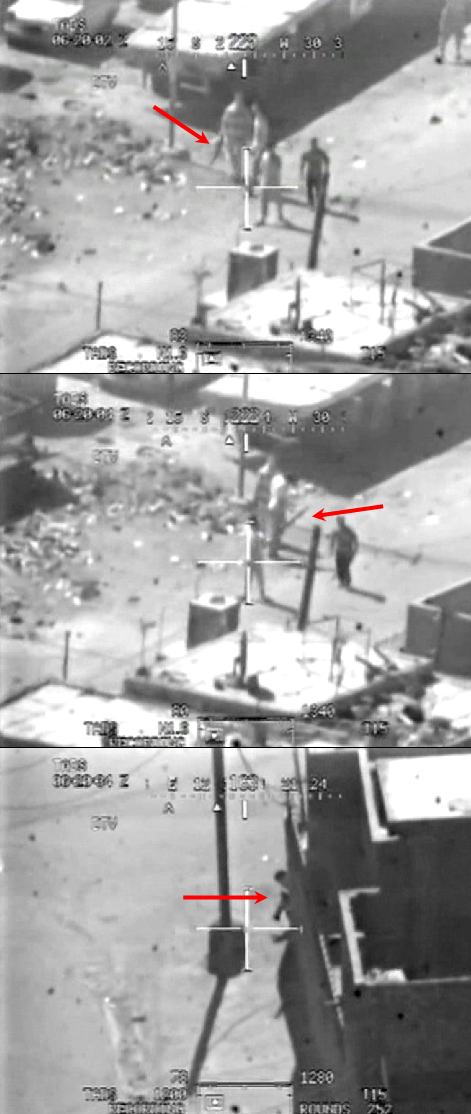
直升機軍人所指的RPG（紅箭頭）。亦有可能是記者的遠攝鏡頭，或者僅為黑影。

- 維基解密《附帶謀殺》（Collateral Murder）官方影片網站 （页面存档备份，存于）
- 救人遭殺的休旅車司機及其子女的新聞材料 （页面存档备份，存于）
- 半島電視台深入分析影片 （页面存档备份，存于）